# Cheers for Miss Bishop
Cheers for Miss Bishop is een Amerikaanse dramafilm uit 1941 onder regie van Tay Garnett. Destijds werd de film in Nederland uitgebracht onder de titel Hoera voor juffrouw Bishop.

## Verhaal
Ella Bishop is een lerares in het middenwesten van de Verenigde Staten. Ze is ontroostbaar, wanneer haar verloofde ervandoor gaat met haar nicht Amy. Wanneer Amy in het kraambed sterft, moet Ella voor haar dochtertje Hope zorgen.

## Rolverdeling
| Acteur            | Personage          |
| ----------------- | ------------------ |
| Martha Scott      | Ella Bishop        |
| William Gargan    | Sam Peters         |
| Edmund Gwenn      | Professor Corcoran |
| Sterling Holloway | Chris Jensen       |
| Dorothy Peterson  | Mevrouw Bishop     |
| Sidney Blackmer   | John Stevens       |
| Mary Anderson     | Amy Saunders       |
| Donald Douglas    | Delbert Thompson   |
| Marsha Hunt       | Hope Thompson      |
| John Archer       | Richard Clark      |
| Lois Ranson       | Gretchen Clark     |
| Rosemary DeCamp   | Minna Field        |
| Knox Manning      | Anton Radcheck     |
| John Arledge      | Snapper MacRae     |
| Jack Mulhall      | Professor Carter   |